# František Vavřínek
František Vavřínek (25. ledna 1914 Vsetín – 26. července 1978 Vsetín) byl stíhací pilot RAF.

## Život
Narodil se ve Vsetíně, kde absolvoval 5 obecných tříd, 4 třídy měšťanské školy. Potom se začal učit elektrotechnikem u firmy Josef Sousedík ve Vsetíně a zároveň navštěvoval odbornou pokračovací školu (3 roky). V roce 1932 si podal přihlášku do Školy leteckého dorostu v Prostějově, úspěšně zvládl přijímací testy a byl přijat do leteckého výcviku. V roce 1934 nastoupil k vykonání vojenské prezenční služby k 9. letce Leteckého pluku 3 v Piešťanech. V roce 1936 byl přemístěn k 39. letce jako délesloužící poddůstojník (pilot).
Po rozpadu ČSR a obsazením republiky německou armádou se rozhodl odejít do zahraničního odboje. Hranice protektorátu překročil 17. července 1939 na Bílém Kříži. 25. července byl prezentován na čs. konzulátu v Krakově. 29. července byl přemístěn do tábora Malé Bronovice (na předměstí Krakova), kdy se formovala čs. zahraniční vojenská jednotka. 29. srpna 1939 se rozhodl vstoupit do polského letectva a byl přemístěn na letiště v Demblině, kde ho zastihl začátek války. Před frontou ustupoval společně s dalšími čs. vojáky jihovýchodním směrem a 22. září 1939 byl zajat Rudou armádou a internován v Českém Kvasilově na Volyni. V listopadu stejného roku byl přemístěn do internačního tábora v Jarmolincích, 21. března 1940 do tábora Oranky a 19. listopadu 1940 do internačního tábora v Suzdalu. Na začátku roku 1941 byl zařazen do transportu do Velké Británie. 12. července 1941 přistál ve skotském přístavu Glasgow a byl ihned přemístěn do čs. depotu (náhradní vojenské jednotce) ve Wilmslow a 25. července přijat RAF VR (Dobrovolnická záloha britského Královského letectva). 27. září 1941 byl odeslán do 9. SFTS (pokračovací letecká škola) v Hullavingtonu, kde absolvoval přeškolení na britskou leteckou techniku a 16. prosince do 61. OTU (operačně výcviková jednotka) v Rednal. 3. března 1942 byl jako operační stíhací pilot zařazen k 313. čs. stíhací peruti v Hornchurch. U jednotky sloužil až do 15. května 1943, kdy byl přemístěn jako letecký instruktor k 61. OTU v Rednal. 7. listopadu 1943 byl zařazen k 312. čs. stíhací peruti v Ybsley. 19. března 1944 byl povýšen do britské důstojnické hodnosti Pilot Officer a 30. dubna odeslán k 84. Group (letecká skupina) – Support Unit (podpůrná jednotka). 3. července 1944 se vrátil k operační činnosti – byl zařazen opět k 313. čs. stíhací peruti v Tangmere. U jednotky sloužil až do konce války, celkem odlétal 308,25 operačních hodin. 1. června 1945 byl povýšen do hodnosti poručíka letectva v záloze (válku ukončil v britské hodnosti Flying Officer).
13. srpna 1945 se vrátil do Československa, když přiletěl s čs. stíhacím wingem do Prahy.